# Pabellón de conveniencia

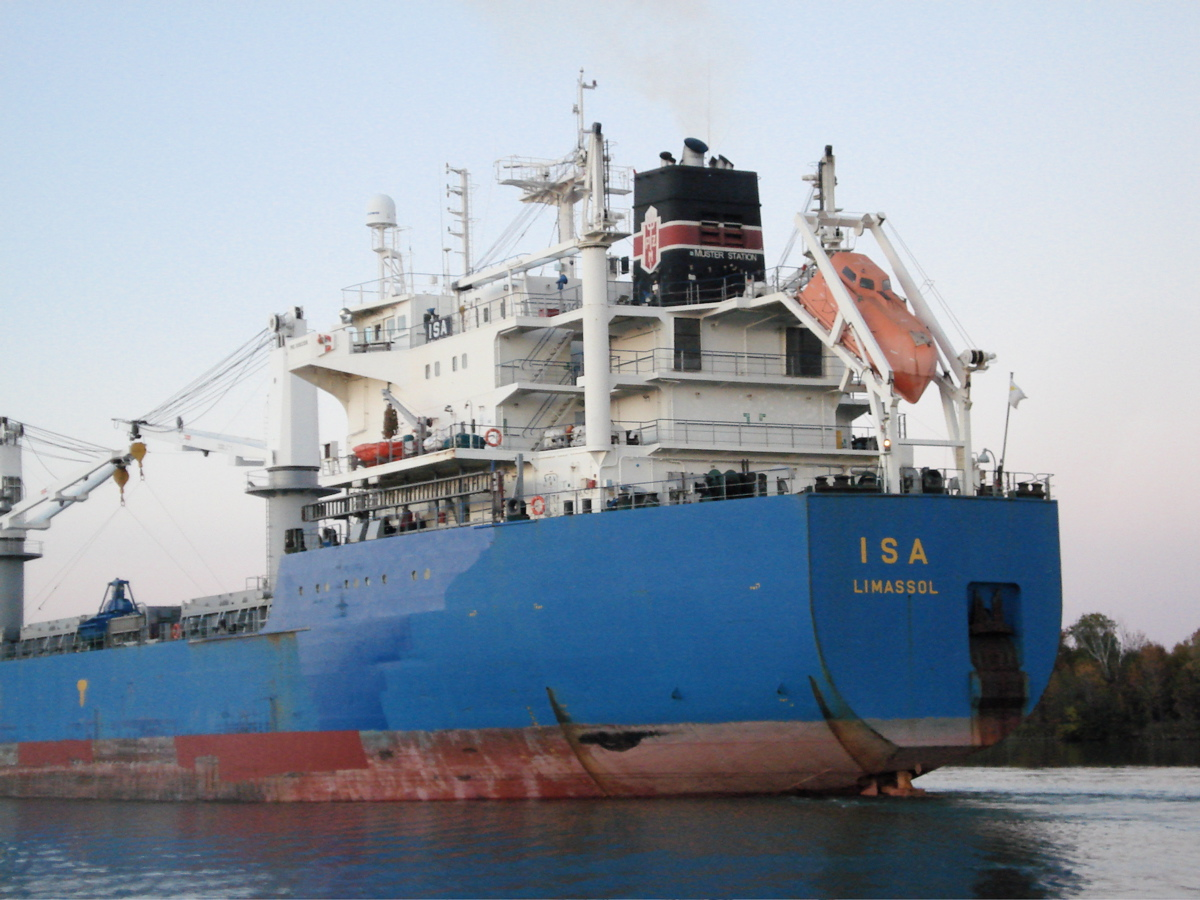
Carguero enarbolando el pabellón de Chipre.

Pabellón o bandera de conveniencia es aquel enarbolado por buques civiles, cuya relación o «lazo auténtico» entre el naviero y el país del cual enarbolan su pabellón es accidental. Estos países ofrecen un sistema de registro cuyos controles son mínimos, así como importantes ventajas económicas con respecto al país de origen. A estos se les ha denominado también como registros abiertos.
Las empresas armadoras buscan las banderas de conveniencia a fin de reducir los costos operativos y evitar regulaciones estrictas en cuanto a seguridad o tasas fiscales, que de otra manera se verían obligadas a cumplir con el desembolso adicional.
Muchos estados exigen a las empresas que pretenden ejercer el cabotaje, esto es, el transporte entre dos puertos de un mismo país, que los buques afectados a este tráfico enarbolen pabellón nacional, evitando así la trampa que supondría el uso de una bandera de conveniencia.
Conviene no confundir pabellones de conveniencia con segundos registros nacionales.

## Pabellones de conveniencia más habituales

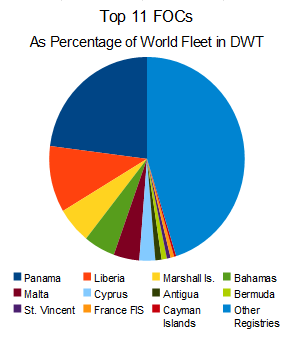
Pabellones de conveniencia más habituales sobre el total de la flota mundial.

- Antigua y Barbuda
- Antillas Neerlandesas
- Bahamas
- Bermudas
- Chipre
- Islas Caimán
- Islas Marshall
- Liberia
- Malta
- Panamá
- San Vicente y las Granadinas
- Seychelles